# Langelot mène la vie de château
Langelot mène la vie de château est le quinzième roman de la série Langelot, écrite par le Lieutenant X. Ce roman a été édité pour la première fois en 1971, dans la Bibliothèque verte.

## Principaux personnages

### Les membres du SNIF
- Langelot (alias Bernard Champ-Denis) : orphelin, sous-lieutenant peu expérimenté du Service National d'Information Fonctionnelle, blond, 1,68 m, mince, traits menus mais dur. Il est armé d'un pistolet .22 long rifle.
- Capitaine Montferrand : chef de la section protection du Service National d'Information Fonctionnelle, quarante-cinq ans, cheveux gris-fer coupés en brosse, fume la pipe, a perdu une jambe au combat quelques années plus tôt.
- Aspirant Gaspard : jeune recrue du SNIF qui adore se déguiser. Dans la seconde partie du roman, il est chargé de suivre discrètement Langelot en qualité de garde du corps.
- Capitaine Blandine : adjoint du capitaine Montferrand, il gère la mission de Langelot au cours de la première partie. Blandine considère qu'un agent ne doit connaitre que les informations qui lui sont strictement nécessaires.

### «Les gentils»
- La famille Burton : touristes Américains caricaturaux, clients de l'agence LVDC. Marshal Burton est un énorme ingénieur vétéran du débarquement du 6 juin 1944 qui veut faire découvrir les plages d'Omaha et d'Utah à sa femme Peggy et à leurs deux enfants. Il ne s'exprime que par "Yep" et "Nope", passe son temps à tout photographier et mange beaucoup trop selon sa femme. Teddy est un garçon d'environ 22 ans, roux rond et joufflu, étudiant à Virginia Tech. Persuadé de la supériorité de l'Amérique sur l'Europe dans tous les domaines, il trouve toujours une raison de se plaindre: pas de hamburger, pas de télévision, pas de coca-cola, pas de piscine... Sa sœur Ginger, blonde et rondelette admire la civilisation européenne et espère rencontrer l'élite sociale française.
- Lionnette de Crésilian et son ami Ghislain : la fille du marquis de Crésilian se charge d’accueillir (fort mal) les touristes en l'absence de ses parents. Elle déteste Saint-Amarante et le rôle d'hôtelière qu'il lui fait tenir. Les touristes ne sont là que "pour payer quelques pierres et un peu de plâtre afin de restaurer le château". Le roman procure peu d'informations sur Ghislain : son père élève des chevaux et semble financièrement très à l'aise. Il est vraisemblablement le petit ami de Lionnette. Il refuse de donner son vrai nom (celui d'une famille bourgeoise ?) et Lionnette le qualifie de "Ghislain de la Mothe-Picquet-Grenelle" pour les Américains. Lionnette et Ghislain se comportent longtemps comme des complices, plus ou moins volontaires, de Saint-Amarante avant de rejoindre le camp des gentils.

### «Les méchants»
- Saint-Amarante : personnage bien introduit dans les milieux politiques, financiers et diplomatiques, il gère une agence de voyages de luxe offrant des séjours itinérants avec hébergements dans des châteaux. Cette couverture lui permet en réalité de financer le SPHINX, organisation criminelle internationale, grâce aux chantages qu'il opère directement auprès de ses clients. Il ressemble physiquement à un grand vautour. Si les tarifs pratiqués par LVDC sont élevés, le confort des vieilles bâtisses laisse sérieusement à désirer en regard des standards hôteliers des années 1970 : certains châteaux n'ont même pas d'eau chaude dans les chambres...
- Agénor de Bourbon-Valoys : la trentaine sportive, il possède un manoir en Normandie et se prétend Prince. C'est le principal complice de Saint-Amarante.
- Marie-Charlotte de Médicis : secrétaire personnelle de Saint-Amarante ; c'est le nom qu'elle se donne, en toute simplicité.
- Madame d'Hupont : châtelaine âgée et visiblement désargentée, elle incite les clientes à des dépenses somptuaires. Elle se comporte donc, au moins inconsciemment, comme complice de Saint-Amarante.
- Boudiafa : chef d'un trio de truands plutôt minables basés à Cherbourg, qui comprend  Prosper et un troisième individu non nommé.
- Nik et Mik : guides-chauffeurs travaillant pour LVDC. Apparemment neutres, ils se rangeront finalement du côté de Saint-Amarante.
- Neuwasser : photographe de la bande dirigée par Saint-Amarante, il ressemble à une araignée. Lionnette le qualifie de « personnage qui prétend être un baron belge », il semble désargenté (il circule dans une vielle Renault 4 CV poussiéreuse) et s'exprime sans accent belge. Il apparaît toujours à l'improviste dans les châteaux de LVDC et s’éclipse avant le lever du jour.

## Les lieux
- Siège du SNIF
- Siège de LVDC
- Port du Havre
- Aéroport d'Orly
- Chateau de Poupincourt
- Chateau de Crésilian
- Manoir de Barenton
- Chateau-Noir (près de Bayeux)
- Cherbourg

## Résumé
C'est aux alentours de deux heures du matin qu'un cambrioleur s'introduit dans les bureaux de l'agence de voyage L.V.D.C. : Langelot, du Service National d'Information Fonctionnelle en visite les dossiers, qu'il photographie avec diligence.
Avant son départ, un homme en habit de soirée entre dans le cabinet de travail. Depuis le placard où il s'est réfugié, Langelot surprend ainsi une conversation curieuse, où le dénommé Saint-Amarante annonce à un certain Prince Agénor qu'il attend un certain Mister Burton – du Rotary Club –, sa femme et ses deux enfants, dont une jeune Gingembre qui ferait « une collection de timbres, tout à fait ordinaire. »
Saint-Amarante ayant eu la maladresse de briser la mine de son crayon, il ouvre le placard :  Langelot n'a plus d'autre choix que de le gazer avec un anesthésiant en aérosol.
Dès le lendemain matin, Langelot est convoqué chez le capitaine Blandine, qui remplace habituellement Montferrand en son absence. Celui-ci, comme toujours, est particulièrement avare en information. Il informe cependant le jeune agent que la L.V.D.C est une agence de voyages spécialisée dans l'escorte de touristes américains. Le nom de l'agence ne signifiant pas Lâchez Vos Dollars Clients, comme le suggère Langelot, mais La Vie De Château.
Et Blandine de charger Langelot de la mission suivante : se faire engager comme guide auprès de Saint-Amarante, et d'être celui qui guidera l'américain Burton et sa famille lors de sa prochaine visite en France.
Langelot devient donc Bernard Champ-Denis, jeune snob fils de banquier ruiné, bourré de références, à la recherche d'un emploi mettant à profit sa grande culture générale et son excellente éducation. Grâce à deux stratagèmes, il écarte deux des guides de l'agence, parvient ainsi à se faire embaucher et accompagne la famille Burton au début de son périple touristique en France. Langelot ne parvient pas à identifier les événements mystérieux qui se déroulent durant ce voyage. Remplacé par le guide initialement prévu, il est rappelé à Paris et congédié.
La mission se poursuit sous une autre forme : sous la protection distante de l'aspirant Gaspard, Langelot se fait passer pour le jeune fils d'un riche sénateur américain. Il revient dans les lieux précédemment fréquentés, comme touriste, découvrant les péripéties prévues par l'agence L.V.D.C.
Il dissipe les mystères entourant l'activité de l'agence L.V.D.C, en réalité au service du SPHINX pour dérober des secrets scientifiques.

## Remarques autour du roman
- Peu de romans de la série font l'objet d'une dédicace. Celui-ci est dédié « À 172.008 et son équipe avec toutes les amitiés de l'auteur ».
- Il s'agit bien de la quinzième mission de Langelot, comme ce dernier le signale lui-même, page 26, se trouvant de la sorte déjà expérimenté.
- Cette mission est l'occasion du premier contact avec l'aspirant Gaspard.

## Les différentes éditions
- 1971 - Hachette, Bibliothèque verte (français, version originale). Illustré par Maurice Paulin.